# Браян Гілмор
Браян Томас Гілмор (англ. Brian Thomas Gilmour, нар. 8 травня 1987 , Ірвін, Північний Ершир) — британський та шотландський футболіст, півзахисник.
У збірній Шотландії до 19 років став фіналістом Юнацького чемпіонату Європи (U-19) 2006 року, а з командою до 20 років представляв Шотландію на Молодіжному чемпіонаті світу в Канаді наступного року.

## Клубна кар'єра
Гілмор починав свою кар'єру в «Рейнджерсі». Однак він не виступав за першу команду клубу і 9 лютого 2007 року підписав контракт із командою Першого дивізіону «Клайд». Він дебютував там з поразки з рахунком 0:1 проти «Лівінгстона», а перший гол забив 17 березня в матчі проти «Росс Каунті» (2:2) на «Вікторія Парк».
Він провів 13 матчів, забив один гол у сезоні 2006/07, а у липні 2007 року підписав контракт із клубом «Квін оф зе Саут» з першого дивізіону, дебютувавши з нічієї 4 серпня в матчі проти «Сент-Джонстона» (3:3). Забив свій перший гол за нову команду під час домашньої перемоги над «Данді» (1:0). Загалом Гілмор провів 27 матчів за «Квінз», перш ніж залишив клуб у травні 2008 року. Сезон 2007/08 був його єдиним сезоном за «Квінз», і більшість його виступів припала на першу половину сезону. Його команда дійшла до фіналу Кубка Шотландії 2008 і кваліфікувалася до Кубка УЄФА.
Влітку 2008 року Гілмор підписав 18-місячний контракт із фінською командою Вейккаусліги «Гака». Після приєднання в серпні 2008 року він зіграв у матчі другого кваліфікаційного раунду Кубка УЄФА 2008/09, який «Гака» програла данському «Брондбю» на їхньому стадіоні «Брондбю». У травні 2009 року він обопільно розірвав контракт із клубом. У вересні 2009 року він проходив перегляд в клубі Чемпіоншипу Англії «Блекпул», яким керував Іан Голловей, однак угоду так і не підписав.
27 листопада 2009 року Гілмор підписав контракт із командою Другої Футбольної ліги «Лінкольн Сіті» до кінця сезону. Спочатку йому було важко потрапити до стартового складу, але до кінця сезону він отримав регулярну ігрову практику, хоча грав на незнайомій позиції півзахисника. Гілмору запропонували нову угоду, але він не зміг узгодити особисті умови з клубом до закінчення контракту, який був встановлено тодішнім менеджером Крісом Саттоном. Гілмор відкликав свою пропозицію, і покинув клуб у липні 2010 року.
У липні 2011 року він приєднався до ісландського клубу «Акурейрі», який грав у другому дивізіоні Ісландії. Через два роки Гілмор покинув Ісландію, щоб 12 листопада 2013 року приєднатися до «Ейр Юнайтед» до січня 2014 року. Того ж дня він дебютував у матчі проти «Странрара». У січні 2014 року Гілмор підписав новий контракт з «Ейром» до травня 2018 року. Гілмор покинув клуб 31 січня 2018 року.

## Виступи за збірні
Гілмор був єдиним гравцем «Рейнджерс», який брав участь у чемпіонаті Європи 2006 року серед молодіжних команд до 19 років за Шотландію, і дійшов до фіналу. Гілмор вийшов на заміну у фіналі, програвши Іспанії з рахунком 1:2. Цей результат дозволи йому поїхати у складі збірної Шотландії до 29 років на чемпіонат світу серед молоді до 20 років 2007 року у Канаді, де зіграв у одному матчі із Японією, а його команда не вийшла з групи.

## Тренерська кар'єра
Гілмор повернувся до «Рейнджерс» у травні 2017 року як тренер в Академії. 30 червня 2020 року в рамках реструктуризації академії «Рейнджерс» Гілмора призначили тренером резервної команди.